# كوينتن لي
كوينتن لي (بالإنجليزية: Quentin Lee)‏ (و. 1971  م) هو مخرج أفلام، وروائي، وممثل كندي، ولد في هونغ كونغ.
.

## التعليم
تعلم في جامعة ييل، وجامعة كاليفورنيا، لوس أنجلوس، وجامعة كاليفورنيا، بركلي.

## وصلات خارجية
- كوينتن لي على موقع IMDb (الإنجليزية)
- كوينتن لي على موقع ألو سيني (الفرنسية)
- كوينتن لي على موقع أول موفي (الإنجليزية)
- كوينتن لي على موقع قاعدة بيانات الفيلم (الإنجليزية)
- كوينتن لي على موقع كينوبويسك (الروسية)